# Stadtobservatorium von Edinburgh

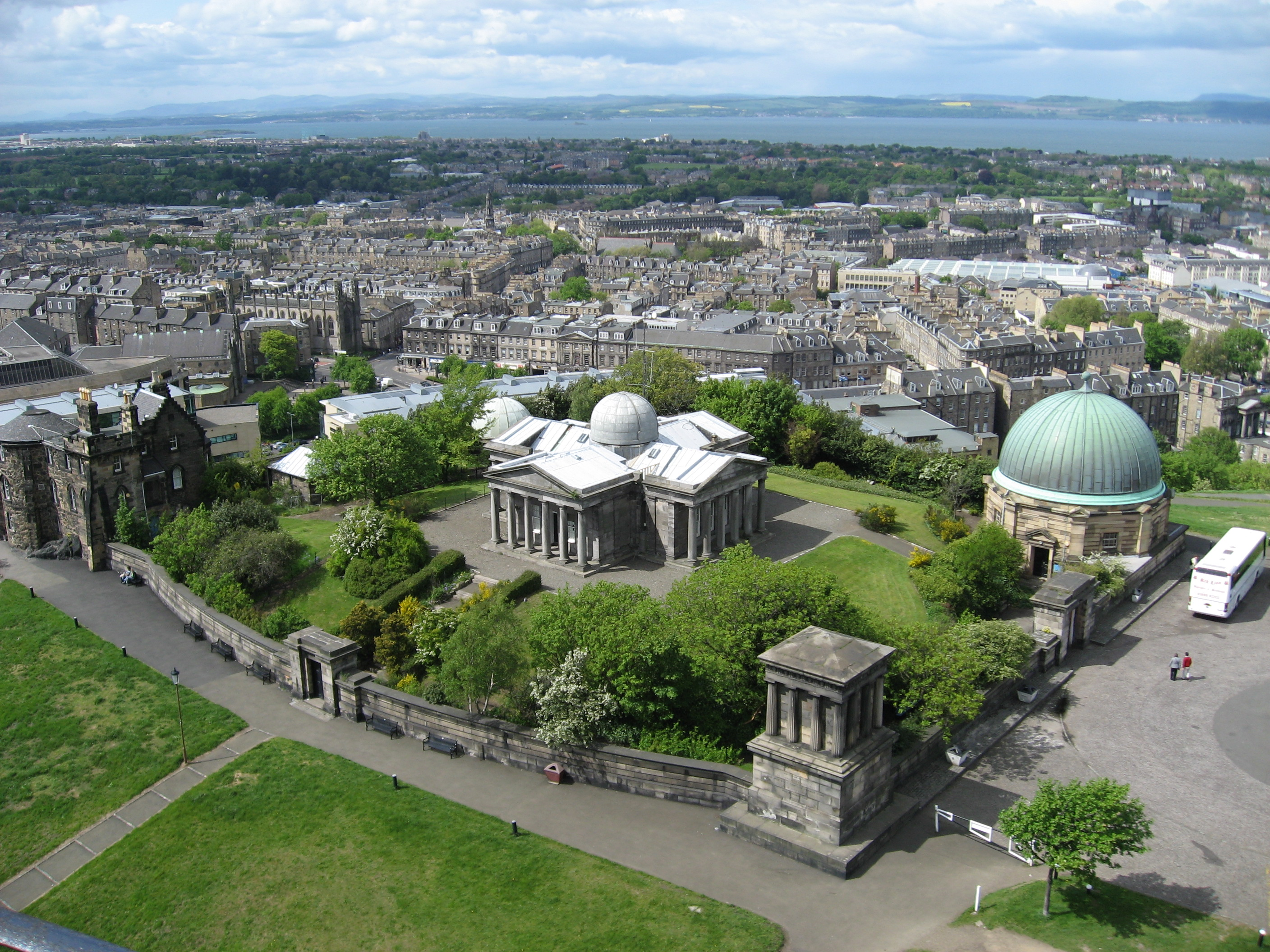
Das Stadtobservatorium aus der Sicht von Nelsons Monument. In der Mitte der Observatoriumsbau von Playfair, links die ältere Short-Sternwarte

Das Stadtobservatorium von Edinburgh engl. City Observatory ist eine Sternwarte auf dem Calton Hill in Edinburgh, Schottland.

## Geschichte
Das hervorstehende Hauptgebäude wurde 1818 von William Henry Playfair entworfen und von der Edinburgh Astronomical Institution beauftragt.
Der Betrieb des Observatoriums wurde später vom Staat übernommen, genutzt wurde es von der University of Edinburgh. So arbeitete hier zwischen 1834 und 1844 Thomas James Henderson als Astronomer Royal for Scotland.
1890 wurde das Observatorium durch das größere Royal Observatory im Süden der Stadt ersetzt, wo eine geringere Lichtverschmutzung herrschte. Es wird heute vom lokalen Astroverein betrieben und steht an Freitagen der Öffentlichkeit zur Verfügung.

## Short-Sternwarte
In einer Ecke des Geländes steht die noch etwas ältere Sternwarte von Thomas Short, einem Optiker von Leith. Er war Bruder des berühmten Edinburgher Teleskopbauers und Royal Fellows James Short und brachte dessen 12-Fuß-Spiegelteleskop in die Grundausstattung ein. 

Das klassizistische Gebäude in Form eines Festungsturms wurde 1776 von James Craig im Stil von Robert Adam errichtet. Short finanzierte den Bau aus einem Fonds des Mathematikers und Geodäten Colin Maclaurin, der 1726–46 an der Universität Edinburgh gewirkt hatte.
Nach Shorts Tod 1788 wurde die Sternwarte von seiner Familie weitergeführt und fiel um 1805 an die Stadt zurück; später war sie kurzzeitig als Volkssternwarte und Museum in Verwendung.

## Referenzen
1. The Astronomical Society of Edinburgh – The City Observatory
2. The Astronomical Society of Edinburgh – Journal 38

Koordinaten: 55° 57′ 18″ N, 3° 11′ 1″ W